# Croton axillaris
Espèce
Croton axillaris est une espèce de plantes à fleurs du genre Croton et de la famille des Euphorbiaceae, présente au Mexique.
Il a pour synonyme :
- Oxydectes axillaris, (Müll.Arg.) Kuntze